# Museo nacional de arte moderno (Corea del Sur)

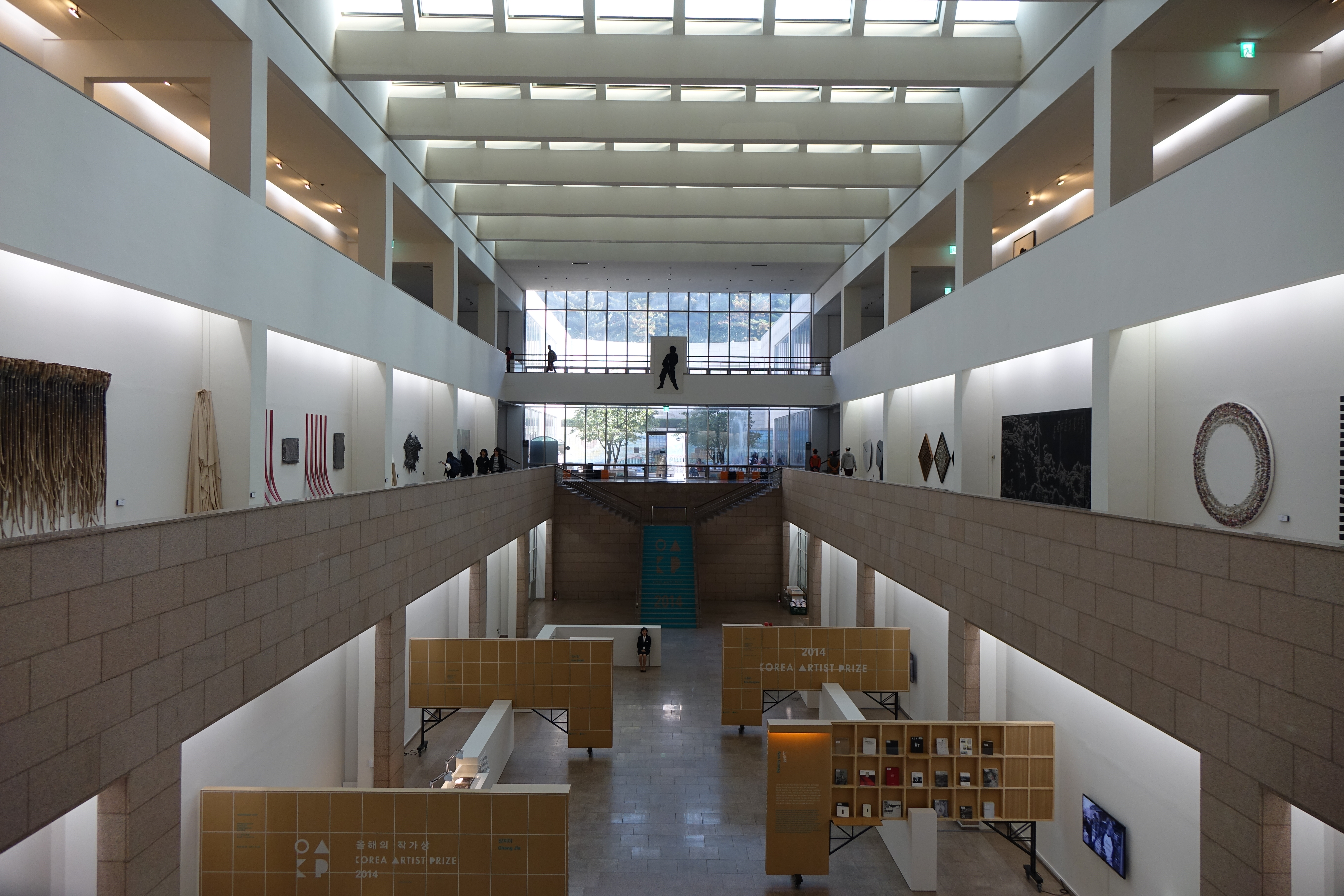
Interior del Museo Nacional de Arte Moderno de Corea

El Museo Nacional de Arte Moderno de Corea (en hangul, 국립현대미술관; en hanja, 國立現代美術館) se encuentra ubicado en la ciudad de Gwacheon, Gyeonggi, Corea del Sur. Es el museo más grande de Corea del Sur.

## Historia
inicialmente el museo funcionó en un pequeño pabellón del palacio Gyeongbokgung, luego fue trasladado a Seokchocheon, uno de los palacios reales en Deoksugung, construido en 1906. Finalmente, se mudó a su ubicación actual.
El museo está bajo control del Ministerio de Cultura y Deportes.  

### Anexo en Seúl
En enero del 2009 se aprobó el proyecto para crear un anexo del museo en Seúl ya que el museo principal se encuentra a unas 2 horas de viaje desde Seúl. El anexo se encuentra en construcción.

## Miscelánea
El museo se encuentra en las proximidades del Parque Gran Seúl y el columpio de Seúl.